# Polawat Wangkahart
Polawat Wangkahart (thail. พลวัฒน์ วังฆะฮาด; Yasothon, 27 luglio 1987) è un calciatore thailandese, difensore del Muangthong United e della Nazionale thailandese.

## Carriera

### Club
Wangkahart vestì le maglie di Osotspa Saraburi, Bangkok Glass, TOT SC, Chanthaburi e Muangthong United.

### Nazionale
Conta 2 presenze per la Thailandia.